# Valentine Davies
Valentine Davies (ur. 25 sierpnia 1905 w Nowym Jorku, zm. 23 lipca 1961 w Malibu) – amerykański scenarzysta filmowy. Zdobywca Oskara w 1948 roku za film Cud na 34. ulicy w kategorii Najlepsze materiały do scenariusza.